# 阿伊拉斯卡
阿伊拉斯卡，为意大利北部皮埃蒙特大区都灵省的一个市镇，位于都灵市西南25公里。